# Fisarmonicista
Un fisarmonicista è un musicista che suona la fisarmonica in ognuna delle sue varianti e può suonare, a seconda dello strumento usato, praticamente tutti i generi musicali.

Gigi Stok con la sua fisarmonica a bottoni

Esistono diverse tipologie di strumento in base alle caratteristiche della tastiera destra (a bottoni con diverse disposizioni, oppure a pianoforte) e della sinistra, che si può suddividere in tradizionale con bassi e accordi precomposti (le prime due file sul davanti dello strumento suonano note singole limitate ad una ottava, le restanti accordi precomposti) oppure a bassi sciolti (ogni tasto suona una singola nota) che possono esser disposti in vario modo (per quinte, per terze minori, tipo bajan e così via). In tutte le fisarmoniche il suono viene emesso grazie al movimento del mantice che, aspirando e comprimendo, fa muovere l'aria nello strumento e vibrare le ance: tipicamente, nella fisarmonica il suono con mantice in apertura e quello con mantice in chiusura è identico. 
Un fisarmonicista professionista generalmente è specializzato in una delle varianti, ognuna delle quali presenta pregi e difetti.
Famosissimo fisarmonicista a piano è Peppino Principe, vincitore nel 1946 del Referendum jazz come "Miglior Fisarmonicista Jazz", e nel 1961 dell'"Oscar Mondiale della Fisarmonica", massimo riconoscimento internazionale del suddetto strumento. Altro fisarmonicista italiano distintosi per la stessa onorificenza fu Gervasio Marcosignori, originario di Castelfidardo ed assiduo consulente dell'industria della Farfisa.
A livello mondiale invece, altri grandi di questo genere sono stati gli statunitensi Art Van Damme e Frank Marocco, conosciuto come uno dei fisarmonicisti più registrati al mondo, John Serry
, Robert Davine.
Nell'immediato dopoguerra Gorni Kramer e Wolmer Beltrami con le loro frequenti esibizioni alla Radio e negli anni '50 con l'evento della TV si affermarono nell'olimpo della musica Jazz italiana.
Verso la fine degli anni '40 la fisarmonica abbandonò la veste di strumento popolare ed iniziò un percorso classico e moderno fino a raggiungere, anni dopo, le più alte vette del concertismo internazionale entrando così di diritto nell'insegnamento nei conservatori italiani. In Italia grande merito per la riqualificazione della fisarmonica come strumento classico (capace cioè di suonare la musica classica) va a Salvatore di Gesualdo.
Molti sono i musicisti, fisarmonicisti compositori italiani che contribuiranno a creare un repertorio originale e vanno ricordati: Lino Liviabella, Luigi Ferrari Trecate, Felice Fugazza, Franco Alfano, Vittorio Melocchi, Adamo Volpi, Emilio Cambieri, Luciano Fancelli, Wolmer Beltrami, Bio Boccosi, Italo Salizzato, Efrem Casagrande, Mario Barigazzi (Barimar), Francesco Palazzo e tanti altri.
Roberto Giraldi detto "Castellina", è stato uno dei più apprezzati interpreti del sistema a bottoni. Ha composto brani come "Il valzerone" e "Tutto Pepe", era inoltre fondatore nonché componente della Castellina-Pasi, celebre orchestra di liscio che ha vinto due dischi d'oro nelle vendite, l'ultima nel 1978. Un altro importante interprete di questo sistema è stato Gigi Stok, attivo soprattutto tra gli anni '60 e '90.

Vecchia stampa del 1965 delle Edizioni Musicali Farfisa Milano-Ancona

## Letteratura per fisarmonica

### Composizioni da concerto
- Franco Alfano (1876-1954)

Nenia
- Arbik- Meldorf (1941),(1965)

Ciel de Nice
Follie tirolesi
Radio tiroler
The riff dance
- Wolmer Beltrami (1922-1999)

Impressioni americane
Il treno
- Primo Beraldo (1924-2006)

Tema e variazioni (trascrizione di Francesco Visentin)
- Bio Boccosi (1912-2006)

Rapsodia azzurra
Rapsodia d'autunno
- Emilio Cambieri (1907-1967)

Trittico polifonico (Preludio-Toccata-Fuga)
Zingaresca
- Efrem Casagrande (1924-1991)

Variazioni trimatiche
- Salvatore di Gesualdo (1940-2012)

Improvvisazione n.2
- Gorni Kramer (1913-1995)

Carovana negra
Divertimento per fisarmonica
- Lino Liviabella (1902-1964)

Ouverture italiana
Pasqualino e Sinforosa trascrizione di Gervasio Marcosignori
- Luciano Fancelli (1928-1953

Tre impressioni (Aquarelli cubani-10 km al finestrino-Ciri)
Pupazzetti
Temi da concerto
- Ettore Pozzoli

Danza fantastica
Fantasia in la min.
Tema e variazioni
Valzer da concerto
- Peppino Principe

Concertino
Fantasia in la
- Luigi Ferrari Trecate

Cocktail
Pantomina umoristica
Scintille
Velocissimo
Studio sinfonico
- Gianfelice Fugazza

Danza di fantasmi
Danza di gnomi
Introduzione e fuga
Preludio e fuga
Sonatina
Mosaico espãno
- Vittorio Melocchi

Zingaresca
Notturno
Danza nella jungla
- Italo Salizzato (1941)

Biancaneve e i sette nani
Due composizioni originali)
Magic accordion cocktali
Bamboula  (jazz theme)
Call center (jazz theme)
Carnival of Rio
Danza barocca
Danza orientale
Un giorno a Napoli (rapsodia)
Suite pour Eva (Introduzione e Rondò-Preludio e Toccata)
Sogno tzigano
Romantic toccata
Toccata n.3
Toccata n.4
Toccata n.5
Giga 2000
Tortuga rag
The Masquerade
- Adamo Volpi (1911-1980)

Allegro da concerto
Concertino in re min.
Fileuse
Moto perpetuo
Preludio op.31
Sinfonietta
Studio in si min.
Valzer in la maggiore op.32

### Composizioni per fisarmonica e pianoforte
- Giacomo Belluci (1922)

Cifra 91 (variazioni)
- Sergio Prodigo (1949)

Sonata XXX1 op.95
- Italo Salizzato (1941)

Danza erotica
Danza erotica n.2
Danza orientale
Un giorno a Napoli
Suite americana
Suite for Gloria
- Adamo Volpi (1911-1980)

Divertimento n.1
Divertimento n.2

### Concerti per fisarmonica e orchestra d'archi
- Luigi Donorà

Concerto classico, parafrasi
- Italo Salizzato (1941)

Concerto n.1
Concerto n.2